# Illa Montagu
L'illa Montagu és l'illa més gran de les illes Sandwich del Sud. Està situada al mar de Weddell, prop de les costes de l'Antàrtida i és administrada pel Regne Unit.
Està deshabitada i fa 10 x 12 km, la superfície total és de 110 km². El 90% de la seva superfície està coberta de gel permanent. El volcà mont Belinda és una particularitat geogràfica notable, que culmina a 1.370 metres sobre el nivell del mar.
Va ser avistada per primera vegada per James Cook el 1775, i rep el nom en honor de John Montagu, quart comte de Sandwich i primer Lord de l'almiralltall britànic quan l'illa es va descobrir.
El novembre de 2005, s'observà per satèl·lit una erupció al mont Belinda amb lava que creà un augment de 0,2 km² de la superfície de l'illa i que proporcionà les primeres observacions científiques d'una erupció volcànica sobre el gel.

## Fotografies

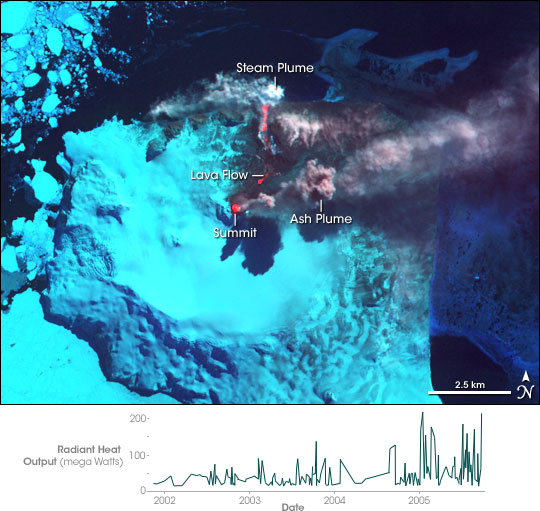
L'érupció del Mont Belinda el 2005.
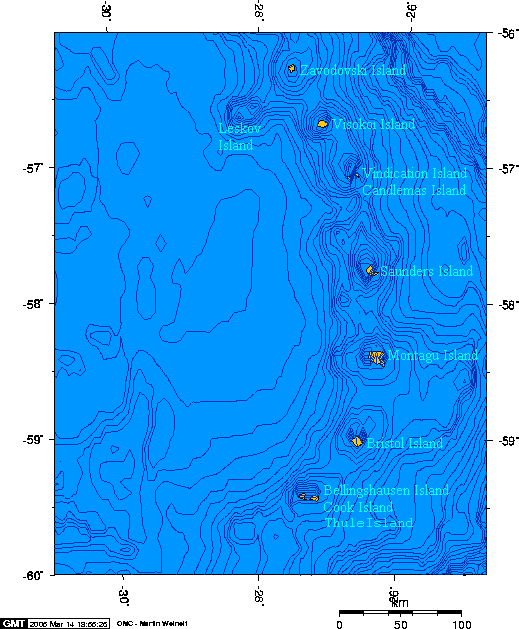
Mapa de les illes Sandwich del Sud